# 程楷
程楷（1453年—？年），字正之，江西饒州府樂平縣人，軍籍，明朝政治人物。

## 生平
成化十年（1574年）甲午科江西鄉試第十八名舉人。成化二十三年（1487年）中式丁未科會試第一名，二甲第一名進士。

## 家族
曾祖程仕簡，曾任訓導；祖父程文拱；父親程春芳。母周氏。